# Atlantik (Film)
Atlantic ist ein deutschsprachiges, britisches Film-Seedrama von Ewald André Dupont aus dem Jahr 1929. In den Hauptrollen spielen Fritz Kortner, Elsa Wagner, Heinrich Schroth, Julia Serda, Elfriede Borodin, Lucie Mannheim, Franz Lederer und Willi Forst.
Dem Film liegt das Bühnenstück The Berg (1929) von Ernest Raymond zugrunde.

## Handlung
Anlehnend an den Schiffsuntergang der „Titanic“ im April 1912 wird in diesem Film die Geschichte eines Passagierkreuzfahrtschiffes namens „Atlantic“ erzählt. Der Luxusliner befindet sich auf der Jungfernfahrt von Europa nach Amerika. An Bord herrscht ausgelassene Stimmung, sowohl unter den Reichen auf dem Oberdeck als auch bei den Passagieren der unteren Klassen. Die „Atlantic“ gilt als unsinkbar.
Kapitän von Oldenburg will auf der Nordatlantikroute mit dem Schiff so schnell wie möglich den Atlantik kreuzen, immer haarscharf unterhalb der Treibeiszone. Doch während der Überfahrt kommt es zu einem Temperatursturz, und das Eis breitet sich rasch gen Süden aus. Oldenburg gibt seinem ersten Offizier Lersner die Weisung, eventuell aufkommende Beunruhigung unter den Passagieren zu dämpfen. Schließlich kommt es zu einem fatalen Zusammenstoß mit einem Eisberg. Doch die Passagiere lassen sich, ganz im Vertrauen auf die 'Unsinkbarkeit' des Schiffes, davon zunächst nicht weiter beunruhigen – selbst als der Kapitän anordnet, die Rettungsboote im Rahmen einer angeblichen 'Notfallübung' zu besteigen.
Höchstens drei Stunden kann sich die „Atlantic“ noch über Wasser halten, danach wird sie im Ozean versunken sein. Der schwerbehinderte Schriftsteller Thomas erfährt von Lersner als erster das wahre Ausmaß der Katastrophe: Der Rumpf des Schiffes sei völlig aufgeschlitzt, heißt es. Der junge Wiener Klavierspieler Poldi hört dies Gespräch zufällig mit und gerät in tiefe Verzweiflung. Schließlich setzt er sich ans Klavier und spielt ein herzerweichendes Lied von Wehmut und Abschied. Rasch entsteht Chaos: „Frauen und Kinder zuerst“ heißt es, als es um die Besteigung der viel zu wenigen Rettungsboote geht. Dabei wird das junge Ehepaar Monica und Peter getrennt. Die zurückbleibenden Passagiere wie die Besatzungsmitglieder versammeln sich zum Gebet und warten gemeinsam auf den Untergang, der sie unweigerlich in den Tod führen wird.

## Produktion und Hintergrund
Ein seinerzeit schwelender Patentstreit zwang die Filmleute dazu, den auf dem System der amerikanischen Radio Corporation aufgenommenen Film auf der in Deutschland allein zulässigen deutschen Klangfilm-Apparatur vorzuführen. Da die Apparatur des Gloria-Palastes allerdings auf die Eigenart der englischen Sprache mit ihren Zischlauten eingestellt war, erwies sie sich zunächst als untauglich für den deutschen Dialogfilm. So wurden umfangreiche Arbeiten notwendig, die Dupont selbst mit Hilfe eines aus England mitgebrachten Fachmannes und deutscher Ingenieure und Vorführungen in Tag- und Nachtschichten in den Griff zu bekommen suchte.
Der 1929 entstandene Spielfilm, der erste Tonfilm in deutscher Sprache, orientierte sich am Titanic-Seeunglück von 1912. Atlantik wurde von der British International Pictures (BIP), Ltd., London, in den Londoner Elstree-Studios in drei Versionen hergestellt: Einer englischen unter dem Titel Atlantic, der deutschen und einer französischen namens Atlantic. Bei allen drei Fassungen führte Dupont Regie, jedoch standen ihm für jede Sprachversion andere Schauspieler zur Verfügung. Die Außenaufnahmen entstanden in den Tilbury-Docks, der P. & O.-Dampfer Comorin stellte dabei die Atlantic dar. Gedreht wurde in den Monaten Juni/Juli 1929.
In Deutschland lief Atlantik am 28. Oktober 1929 in Berlins Gloria-Palast an; von den drei Fassungen wurde somit die deutsche als erste gezeigt. Die Premiere war ein großes Ereignis, an dem, neben Leuten vom Fach, zahlreiche Persönlichkeiten des öffentlichen Lebens teilnahmen. Der Schlussbeifall war in einer Dimension, wie er in einem Berliner Kino noch nicht gehört worden war. Die Besucher standen minutenlang und applaudierten den auf der Bühne anwesenden Darstellern und dem Regisseur. Es herrschte allgemein die Auffassung, dass man einer historischen Stunde des deutschen Films beigewohnt habe.
Es wurden mehrere Lieder gespielt bzw. gesungen, von denen sich das von Willi Forst wehmütig intonierte Es wird ein Wein sein... (Ludwig Gruber/Josef Hornig) zum veritablen Evergreen entwickeln sollte. Felix Powells Soldatenlied Weit ist der Weg zurück ins Heimatland fand wenig später auch in den deutschen Filmen Die andere Seite (1931) und Flüchtlinge (1933) Verwendung.
Bei der im Juni 1930 unter den deutschen Kinobesitzern durchgeführten Befragung wurde Atlantik als der kommerziell erfolgreichste Spielfilm der vergangenen Spielzeit (1929/30) genannt.

## Kritiken

### Zeitgenössische
Herbert Ihering vom Berliner Börsen-Courier schrieb in der Ausgabe Nr. 506 vom 29. Oktober 1929, dass dies „der erste hundertprozentige Tonfilm“ sei, der in Berlin gezeigt werde. Dupont habe mit seinem Filmthema allen anderen voraus gehabt: „das Ereignis, das Geschehen, den Schiffsuntergang“. Hier habe er „im Stoff und in der Durchführung eine Vorarbeit geleistet, die die anderen deutschen Regisseure erst langsam einholen könn[t]en“. Anstoß nahm Ihering daran, dass Dupont, der die Aufgaben und Möglichkeiten des Tonfilms mit der „bewegten Geräusch- und Bildsymphonie der heulenden Sirenen und rauschenden Wasser, der jagenden Menschen und des verzweifelten Harmonikaspiels, der schreienden Passagiere und herunterrasselnden Rettungsboote, der pfeifenden, zischenden, dröhnenden Signale und der erstarrten Stille“ seine eigenen Intentionen in den Dialogpartien wieder aufgehoben habe. An diesem „prinzipiellen Mißverständnis scheiter[e] die große Wirkung“.
Paul Wiegler zeigte sich in der B.Z. am Mittag, Berlin, Nr. 296, vom 29. Oktober 1929, wenig angetan vom Stumm- zum Sprechfilm, da dadurch „alles verengert, das Milieu verfälscht“ werde; und „durch den Text und das Personenregister auf einen Ungeschmack herabgedrückt [werde], der provinziell“ sei. „Was da gesprochen [werde], vor der Katastrophe, in ihrem Grauen, [sei] von hilfloser papierdeutscher Banalität“. Einzig die Leistung von Fritz Kortner fand Gnade vor des Kritikers Augen.
Frank Maraun (eigentlich Erwin Goelz) kam in der Deutschen Allgemeinen Zeitung, Berlin, Nr. 503, vom 29. Oktober 1929, zu einem negativen Gesamtergebnis und urteilte, „vor dem Ganzen der Ausführung steh[e] man hilflos. Die Überschneidung zwischen den Begriffen Film und Theater geh[e] mit jeder Linie durch das Herz des Zuschauers. Den großkopfeten Ganzaufnahmen sprechender Schauspieler fehl[e] die Dimension des Raumes…“ Er betonte jedoch auch, dass „einige Szenen hervorragend gelungen [seien] und sich als Goldkörner in der Retorte dieser Versuchsanordnung finden“ würden.
Hanns G. Lustig führte für Tempo, Berlin, Nr. 253, vom 29. Oktober 1929, aus: „E. A. Duponts Sprechbild Atlantic wird diese Stadt erobern. Seine Position ist so stark, daß man mit allem Nachdruck die gefährlichen Fehler zeigen darf, die es im Dramaturgischen aufweist.“ Etwas später heißt es: „Aber es sei festgestellt, daß alles Sprachliche in Duponts Film in unerwarteter Weise gelungen ist. Die Menschen, die er zeigt, haben ihre wirklichen, natürlichen Stimmen. Tonquelle und Ton sind restlos vereinigt.“
Heinz Pol von der Vossischen Zeitung, Berlin, Nr. 511, vom 29. Oktober 1929, war der Ansicht, dass an diesem „immerhin denkwürdigen Abend der stumme Film, der es nach 25 mühseligen Jahren des Tastens und der Jugendsünden mitunter doch schon zu einer wunderbaren Kunst gebracht [habe], mit lautem Pomp zu Grabe getragen worden [sei]“.
Alfréd Kemény von der Roten Fahne, Berlin, Nr. 219, vom 31. Oktober 1929, verriss den Film und sprach von einer „mickrige[n] und kleinliche[n]“ Regie Duponts, die die Dimensionen verringere. Weiter hieß es: „Nur Trottel I. Klasse werden vorgeführt, eine Menagerie! Die III. Klasse sieht man erst kurz vor dem Untergang.“ Der Kritiker sprach von „filmisch ausgelassene[m] Schmalz hundertpfundweise“. Eisenstein, Pudowkin und Chaplin hätten von Anfang an – klar sehend – jede Möglichkeit einer Entwicklung des Sprechfilms verneint.
Kurt Pinthus schrieb in der Wochenschrift Das Tage-Buch, Berlin, Nr. 44, vom 2. November 1929: Der Gegenstand des hundertprozentigen Tonfilms Atlantic, Untergang eines Riesendampfers nach dem Schicksal der Titanic, ist für die Kunstgattung, die er begründen will, ebenso wenig geeignet, wie er großartig geeignet ist für die Kunstgattung des stummen Films, die er ablösen will. Pinthus bemängelte, dass man in vier Fünftel des Films, „nur etwa zehn Menschen in einem einzigen Raum, – in ganz wenigen Einstellungen, fast immer direkt vor Kamera und Mikrophon“ sehe.
Bernard von Brentano von der Frankfurter Zeitung, Nr. 824, vom 4. November 1929 teilte das Publikum in zwei Gruppen ein: Leute, die etwas vom Handwerk verstehen, „der Leistung begeistert Beifall“ geklatscht hätten, „ohne begeistert zu sein“, und diejenigen, die „stumm, erschüttert und überwältigt“ dagesessen und eine Zeitlang gebraucht hätten, ehe sie sich erhoben hätten. Auch Brentano sah einen „der größten Fehler des Manuskripts“ darin, dass „der Zuschauer überhaupt nur die erste Klasse zu sehen bekomm[e], die langweiligste…“ Brentano kam dennoch zu dem Ergebnis, dass der Film „großartig“ sei, obgleich er „mehr Fehler“ habe „als fünf stumme Filme zusammen“. Siegfried Kracauer, ebenfalls von der Frankfurter Zeitung, ergänzte am 5. Dezember 1929: „Wie hier der Ton die Bedeutung des Schweigens unterstreicht, ist durchaus merkwürdig und erregend. Der Film läuft im Roxy-Palast. Jeder Filmfreund müßte ihn sehen.“
Rudolf Arnheim von der Weltbühne, Berlin, Nr. 45, vom 5. November 1929, empfahl den „Tonfilmleute[n], [sie] mögen sich möglichst eindringlich klarmachen, daß sie in demselben Augenblick, wo sie auch nur ein einziges Wort sprechen lassen, Aeschylos, Shakespeare und Goethe zu Konkurrenten“ hätten.

„War ‚Das Land ohne Frauen‘ eine Tonfilm-Verheißung, so ist ‚Atlantic‘ der erste gewaltige Schritt in die Erfüllung hinein. Die Sprache ist nicht mehr Problem, sondern Tatsache. Im übrigen haben wir es mit einem englischen ‚Talkie‘ (Radio Corporation) zu tun. Es tauchen ein paar Massenszenen auf, in denen man die englische Sprache sogar noch beibehalten hat. […] Unbedingt eine Großtat E.A. Duponts, der sich mit diesem Film ein bleibendes Denkmal in der Filmgeschichte Europas gesetzt hat. Der erste Tonfilm in zwei Sprachen und in doppelter Besetzung gedreht. Die größten Tonfilmpessimisten werden nun doch langsam zu Optimisten.“

### Spätere
„Mit seinen Auftritten in ‚Atlantik‘ und ‚Zwei Herzen im Dreivierteltakt‘ wurde Forst zum neuen Frauenschwarm, der mit Herz und Melancholie gefühlsselige Lieder von Liebe und Abschied intonierte.“

„Die Atmosphäre eines Luxusdampfers (in der 1. Klasse und auch im Zwischendeck) filmisch zu gestalten, war für Dupont eine nicht minder reizvolle Aufgabe als die dramatische Steigerung, die sich aus der Todesangst nach dem Zusammenstoß ergab. Es war ein großartiger Filmstoff, ein ganz besonders für die tonfilmische Gestaltung geeigneter Stoff; und der Film ist schon darum bedeutend, weil der Regisseur gewissermaßen tonfilmdramaturgisches Neuland suchte und dabei die ersten Schritte auf einem Wege machte, auf dem wir auch bis heute noch nicht sehr viel weitergegangen sind.“

Karlheinz Wendtland war der Meinung, dass dies ein Tonfilm gewesen sei, der „die bisherigen Produktionen völlig in den Schatten“ gestellt habe. Weiter führte er aus: „Ton- und Bildregie waren ausgewogen, die üblichen Unzulänglichkeiten waren vergessen. Es gab auch damals kaum einen amerikanischen Tonfilm, der besser war. Es war ein typisch deutscher Tonfilm, der interessanterweise sowohl die englische wie auch die französische Version, die gleichzeitig gedreht wurden, hinter sich ließ.“

„Veiled retelling of the Titanic story, here in a clumsy Anglo-German version with extremely primitive sound and a plethora of pregnant silences.“

## E. A. Dupont an seine Kritiker
Zu Alfred Kerrs Kritik im Berliner Tageblatt am 5. Juni 1929: Na, der Tonfilm besorgt’s euch „Stimmt, der Tonfilm hat’s mir besorgt. Kerr hat recht (wie immer). Oder vielmehr: Ich hab’s dem Tonfilm besorgt, indem ich einen gemacht habe (aus Gemeinheit). Und daraufhin hat’s ein Teil der Berliner Presse mir besorgt, indem er mich verrissen hat (aus Ge– rechtigkeit).“ Dupont bat die Kritiker auf leicht süffisante Weise „um Entschuldigung, dass [er] die Kühnheit besessen habe, sie ohne jede Vorbereitung mit einer Erfindung bekannt zu machen, die in England und Amerika seit langem das öffentliche Leben auf das merkbarste beeinfluß[e], und von deren eigentliche Bedeutung und Möglichkeit in Deutschland (dem Land des Fortschritts, der Dichter und Denker) bisher kaum mehr als ein Schlagwort bekannt geworden“ sei. Weiter schrieb er, die Kritiker hätten recht, „verärgert zu sein, als man sie so jäh aus ihren romantischen Träumen über den stummen Film [aufgeschreckt] und hinterrücks in ein Kino [geführt habe], in dem die Menschen plötzlich auf der Leinwand zu reden begannen (wenn auch Blödsinn!) und nicht nur englisch […], das man schwer kontrollieren kann, wenn man die Sprache nicht beherrscht, sondern deutsch“.
Zu Herbert Iherings Kritik im Berliner Börsen-Courier am 29. Oktober 1929: Aber, so paradox es klingen mag, im Tonfilm muß man sprechen und Sprachregie führen wie im Rundfunk, als ober die Darsteller nicht gesehen würden ... „Bravo! Das Ei des Herbert Columbus.“
Zur Aussage in der Deutschen Allgemeinen Zeitung vom 29. Oktober 1929: Den großgekopfeten (?) Ganzaufnahmen sprechender Schauspieler fehlt die Dimension des Raumes. „Ach, wie merkwürdig! Und bei den großgekopfeten (!) Ganzaufnahmen nichtsprechender Schauspieler im stummen Film –– wo ist denn da die ‚Dimension des Raumes‘??“
Zur Aussage in der Deutschen Tageszeitung vom 29. Oktober 1929, der Tonfilm beraube die Dinge der Illusion und dränge sie ab zum Nüchternen: „Es geht dem stummen Film wie den Menschen. Erst die Gewißheit des Todes weckt Anerkennung.“
Zur Aussage in der Vossischen Zeitung vom 29. Oktober 1929, Dupont sei ein mittelmäßiger Theaterregisseur, der hypnotisiert am Raum klebe und kaum einmal wage, zu kriechen. „Bravo! Sie haben es erkannt. Ich krieche nicht. Weder im Raume herum (warum auch?) noch vor meinen Kritikern.“ […] „Im übrigen nehme ich Ihre Beurteilung über meine Qualifikationen als Theaterregisseur gern zur Kenntnis. Da ich meines Wissens noch nie ein Theaterstück inszeniert habe, bleibt die Quelle, auf Grund deren Sie sich auf das Prädikat ‚mittelmäßig‘ so dezidiert festgelegt haben, ebenso Ihr Geheimnis, wie manche andere düstere Bemerkungen Ihrer Kritik…“

## Weitere Versionen

### Englische Version
Bei der englischen Version unter dem Titel Atlantic führte E. A. Dupont ebenfalls Regie, Victor Kendall schrieb das Drehbuch und Emilie de Ruelle war verantwortlich für den Schnitt. Die Londoner Premiere des Films fand am 15. November 1929 im Regal Cinema (Tradeshow) statt.

Die englische Besetzung war folgende:
- Franklin Dyall: John Rool
- Madeleine Carroll: Monica
- John Stuart: Laurence
- Elialine Terriss: Alice Rool
- Monty Banks: Dandy
- Donald Calthrop: Poynter
- John Longden: Lanchester
- Arthur Hardy: Maj Boldy
- Helen Haye: Clara Tate Hughes
- D. A. Clarke-Smith: Freddie Tate-Hughes
- Joan Barry: Betty Tate-Hughes
- Francis Lister: Pater
- Sydney Lynn: Collins, Kapitän
- Syd Crossley: Telegrafist
- Dino Galvani: Steward
- Danny Green, Robin Maughan, Evelyn Spilsbury: Passagiere

### Französische Version
Im März 1930 entstand unter dem Titel Atlantic auch eine französische Version. Auch hier lag die Regie bei F. A. Dupont zusammen mit Jean Kemm. Das Buch verfasste wiederum Victor Kendall, diesmal in Zusammenarbeit mit Pierre Maudru. Die Pariser Premiere des Films fand am 25. Juni 1930 im Olympia statt.

französische Besetzung:
- Maxine Desjardins: Monsieur Janvry
- Alice Field: Madame Lambert
- Constant Rémy: Monsieur Lambert
- Mme Kervich: Madame Janvry
- Helene Darly: Renée Janvry
- Marcel Vibert: Goulven
- Harry Krimer: de Trémont
- Paul Escoffier: Kapitän
- Gaston Dupray: Vilbert
- Léon Bélieres: Clarell

Ferner: André Burgéres, René Montis, Andrews Engelman, Guy Ferrant